# Rachelle Lefèvre
Rachelle Marie Lefèvre (ur. 1 lutego 1979 w Montrealu) – kanadyjska aktorka.
Występowała w roli wampirzycy Victorii w dwóch filmach z cyklu Zmierzch, który został nakręcony na podstawie powieści autorstwa Stephenie Meyer. W trzecim filmie z cyklu aktorkę zastąpiła Bryce Dallas Howard.

## Filmografia
- 1999: Co się zdarzyło w Sleepy Hollow (The Legend of Sleepy Hollow) jako Katrina Van Tassle,
- 2000: Anatomia sławy (Stardom) jako Catherine,
- 2001: Life in the Balance jako Kristy Carswell,
- 2001: Zbrodnia ze snu (Dead Awake) jako Randi Baum,
- 2002: Niebezpieczny umysł (Confessions of a Dangerous Mind) jako Tuvia (25 lat),
- 2002: Porzucona (Abandon) jako Eager Beaver,
- 2003: Oszustwo (Deception) jako Denise,
- 2003: Przelotna znajomość (Picking Up and Dropping Off) jako Georgia,
- 2003: Chłopak pilnie poszukiwany (See Jane Date) jako Eloise,
- 2003: Hetley High jako Hyacinthe Marquez,
- 2004: Legenda Butcha i Sundance'a (The Legend of Butch and Sundance) jako Etta Place,
- 2004: Pure jako Julie,
- 2004: The Big Thing jako Sarah,
- 2004: Głowa w chmurach (Head in the Clouds) jako Alice,
- 2005: Król rzeki (The River King) jako Carlin Leander,
- 2007: Ulotne fragmenty (Fugitive Pieces) jako Naomi,
- 2007: Zemsta nieboszczyka (Suffering Man’s Charity) jako Elaine,
- 2008: Szczyt (The Summit) jako Leonie,
- 2008: Zmierzch (Twilight) jako Victoria,
- 2008: Prom Wars jako Sabina,
- 2009: The Pool Boys jako Laura,
- 2009: Saga „Zmierzch”: Księżyc w nowiu (The Twilight Saga: New Moon) jako Victoria
- 2013−2015: Pod kopułą (Under the Dome) jako Julia Shumway